# Haliplectus tripapillatus
Haliplectus tripapillatus is een rondwormensoort uit de familie van de Haliplectidae. De wetenschappelijke naam van de soort is voor het eerst geldig gepubliceerd in 1905 door Daday.